# なべ底不況
なべ底不況・ナベ底不況・鍋底不況（なべぞこふきょう）とは、不景気の名称（通称）で日本で1957年（昭和32年）7月から1958年（昭和33年）6月にかけて起こったデフレーション現象。

## 概要
1954年（昭和29年）から1957年（昭和32年）まで続いた神武景気は、活発な経済活動から輸入超過（1957年に5億3300万円の赤字）を招き国際収支の悪化により急速に冷え込んだ。政府および日本銀行が国際収支改善のため強力な金融引き締め策をとった。
1957年（昭和3年）3月および5月には公定歩合の引き上げが行われ、6月には政府が国際収支改善緊急対策を発表。株価は暴落傾向を示した。産業界は減益・減収、資金不足に陥り、操業短縮により在庫調整をおこなった。業種別では電力・陸運業などの一部を除き全面的に業績が低下、減配・無配になった企業が目立った。
この不況について、神武景気における設備過剰の反動による在庫急増によってもたらされた内需不振によるものであり、長期間の景気低迷は避けられないとする「なべ底論」と日本経済の成長基調が強いため不況は一時的なものであるとする「V字型論」の2説が唱えられたが、1958年（昭和33年度）の経済白書は前者の「なべ底論」を採用し、「不況は中華鍋の底をはう形で長期化する」という見解を示した。
しかし、この予測は外れ、国内消費の高まりと、政府が1958年（昭和33年）から3回にわたって実施した公定歩合の引き下げによって、日本経済は1958年（昭和33年）後半から岩戸景気（好景気）に移行した。